# Biathlon-Mixed-Staffel-Weltmeisterschaft 2010
Die 3. Biathlon-Mixed-Staffel-Weltmeisterschaft fand am 28. März 2010 im Rahmen des Biathlon-Weltcups im russischen Chanty-Mansijsk statt. Wegen der im selben Jahr in Vancouver ausgetragenen Olympischen Winterspiele war die bisher nichtolympische Mixed-Staffel der einzige Wettbewerb bei der diesjährigen Biathlon-Weltmeisterschaft. Vier Jahre später bei den kommenden Spielen 2014 in Sotschi wurde dann auch diese Mixed-Staffel ins olympische Programm aufgenommen.

## Doping
Es gab einen Dopingfall, betroffen war wie schon bei den Olympischen Spielen in Vancouver die slowenische Athletin Teja Gregorin. Mittels A- und B-Probe ihres Dopingtests wurde das Wachstumshormon GHRP-2-M2 in ihrem Blut nachgewiesen. Das Resultat der zunächst zehntplatzierten slowenischen Staffel wurde annulliert, Teja Gregorin erhielt neben der Aberkennung ihrer Resultate eine zweijährige Wettkampfsperre.

## Mixed-Staffel 2 × 6 km/2 × 7,5 km
| Platz | Land/Sportler(innen)                                                                               | Zeit          | Fehler                                   |
| ----- | -------------------------------------------------------------------------------------------------- | ------------- | ---------------------------------------- |
| 01    | Deutschland 0000Simone Hauswald 0000Magdalena Neuner 0000Simon Schempp 0000Arnd Peiffer            | 1:18:17,4 h00 | 0+5 0+1 0+2 0+1 0+1 0+0 0+0 0+0 0+2 0+0  |
| 02    | Norwegen 0000Ann Kristin Flatland 0000Tora Berger 0000Emil Hegle Svendsen 0000Ole Einar Bjørndalen | 0+1:24,0 min  | 0+2 0+4 0+0 0+1 0+1 0+2 0+0 0+0 0+1 0+1  |
| 03    | Schweden 0000Helena Jonsson 0000Anna Carin Olofsson-Zidek 0000Björn Ferry 0000Carl Johan Bergman   | 0+1:30,8 min  | 0+6 0+5 0+2 0+3 0+3 0+0 0+1 0+1 0+0 0+1  |
| 04    | Russland 0000Jana Romanova 0000Olga Saizewa 0000Maxim Tschudow 0000Iwan Tscheresow                 | 0+1:42,1 min  | 0+3 1+7 0+0 0+1 0+0 1+3 0+3 0+2 0+0 0+0  |
| 05    | Frankreich 0000Marie-Laure Brunet 0000Sandrine Bailly 0000Simon Fourcade 0000Martin Fourcade       | 0+2:08,2 min  | 0+7 0+3 0+3 0+0 0+3 0+1 0+0 0+1 0+1 0+1  |
| 06    | Ukraine 0000Oksana Chwostenko 0000Vita Semerenko 0000Serhij Sednjew 0000Andrij Derysemlja          | 0+2:24,3 min  | 0+3 0+7 0+0 0+0 0+2 0+2 0+0 0+2 0+1 0+3  |
| 07    | Tschechien 0000Gabriela Soukalová 0000Barbora Tomešová 0000Michal Šlesingr 0000Jaroslav Soukup     | 0+2:39,4 min  | 0+6 0+4 0+1 0+1 0+1 0+0 0+1 0+1 0+3 0+2  |
| 08    | Italien 0000Katja Haller 0000Karin Oberhofer 0000Lukas Hofer 0000Christian De Lorenzi              | 0+2:41,0 min  | 0+4 0+4 0+0 0+1 0+2 0+0 0+1 0+3 0+1 0+0  |
| 09    | Belarus 0000Ljudmila Kalintschyk 0000Darja Domratschawa 0000Sjarhej Nowikau 0000Rustam Waliullin   | 0+3:33,0 min  | 1+3 0+6 0+0 0+1 0+0 0+2 1+3 0+1          |
| 10    | Kasachstan 0000Anna Lebedewa 0000Marina Lebedewa 0000Jan Sawizki 0000Sergei Naumik                 | 0+4:55,5 min  | 0+7 0+6 0+2 0+1 0+1 0+2 0+1 0+1 0+3 0+2  |
| 11    | Kanada 0000Megan Tandy 0000Zina Kocher 0000Jean-Philippe Leguellec 0000Brendan Green               | 0+5:39,4 min  | 0+1 2+10 0+0 0+3 0+0 1+3 0+1 1+3 0+0 0+1 |
| 12    | Schweiz 0000Selina Gasparin 0000Elisa Gasparin 0000Benjamin Weger 0000Thomas Frei                  | 0+ 6:31,9 min | 0+3 1+9 0+0 1+3 0+1 0+3 0+2 0+0 0+0 0+3  |
| 13    | Slowakei 0000Jana Gereková 0000Anastasiya Kuzmina 0000Pavol Hurajt 0000Dušan Šimočko               | 0+6:36,6 min  | 2+8 1+7 1+3 0+1 1+3 0+0 0+1 0+3 0+1 1+3  |
| 14    | Polen 0000Agnieszka Cyl 0000Weronika Nowakowska 0000Sebastian Witek 0000Łukasz Witek               | 0+6:47,1 min  | 0+5 1+5 0+1 0+0 0+0 0+0 0+2 0+2 0+2 1+3  |
| 15    | Bulgarien 0000Nina Klenowska 0000Emilija Jordanowa 0000Krassimir Anew 0000Michail Kletscherow      | 0+7:17,3 min  | 0+7 1+7 0+1 1+3 0+3 0+1 0+0 0+2          |
| 16    | Estland 0000Kadri Lehtla 0000Eveli Saue 0000Daniil Steptšenko 0000Priit Viks                       | 0+8:07,3 min  | 2+8 1+6 0+0 0+2 1+3 0+0 1+3 0+1 0+2 1+3  |
| 17    | Finnland 0000Mari Laukkanen 0000Kaisa Mäkäräinen 0000Sami Orpana 0000Marko Juhani Mänttäri         | 0+8:59,4 min  | 1+5 0+6 0+2 0+1 0+0 0+2 1+3 0+1 0+0 0+2  |
| DOP   | Slowenien 0000Dijana Grudiček-Ravnikar 0000Teja Gregorin 0000Janez Marič 0000Klemen Bauer          | 0+4:23,7 min  | 1+5 1+10 0+1 0+1 0+0 0+3 0+1 0+3 1+3 2+3 |

Datum: Sonntag, 28. März 2010, 13:15 Uhr MEZ

Die Zeitangabe ist bezogen auf MEZ = UTC+1, Ortszeit ist UTC+5.

## Medaillengewinner
| Platz | Nation      | Gold | Silber | Bronze | Gesamt |
| ----- | ----------- | ---- | ------ | ------ | ------ |
| 1     | Deutschland | 1    | 0      | 0      | 1      |
| 2     | Norwegen    | 0    | 1      | 0      | 1      |
| 3     | Schweden    | 0    | 0      | 1      | 1      |

| Platz | Athlet               | Gold | Silber | Bronze | Gesamt |
| ----- | -------------------- | ---- | ------ | ------ | ------ |
| 1     | Simon Schempp        | 1    | 0      | 0      | 1      |
| 1     | Arnd Peiffer         | 1    | 0      | 0      | 1      |
| 3     | Emil Hegle Svendsen  | 0    | 1      | 0      | 1      |
| 3     | Ole Einar Bjørndalen | 0    | 1      | 0      | 1      |
| 5     | Björn Ferry          | 0    | 0      | 1      | 1      |
| 5     | Carl Johan Bergman   | 0    | 0      | 1      | 1      |

| Platz | Athletin             | Gold | Silber | Bronze | Gesamt |
| ----- | -------------------- | ---- | ------ | ------ | ------ |
| 1     | Simone Hauswald      | 1    | 0      | 0      | 1      |
| 1     | Magdalena Neuner     | 1    | 0      | 0      | 1      |
| 3     | Ann Kristin Flatland | 0    | 1      | 0      | 1      |
| 3     | Tora Berger          | 0    | 1      | 0      | 1      |
| 5     | Helena Jonsson       | 0    | 0      | 1      | 1      |
| 5     | Anna Carin Zidek     | 0    | 0      | 1      | 1      |